# كوفر
الكوفر (الاسم العلمي: Argyrops)، جنس أسماك بحرية من فصيلة الأسبورية.
أنواعه وفقًا لدليل الحياة:
- Argyrops bleekeri
- Argyrops filamentosus
- Argyrops megalommatus
- كوفر شوكي

## معرض الصور

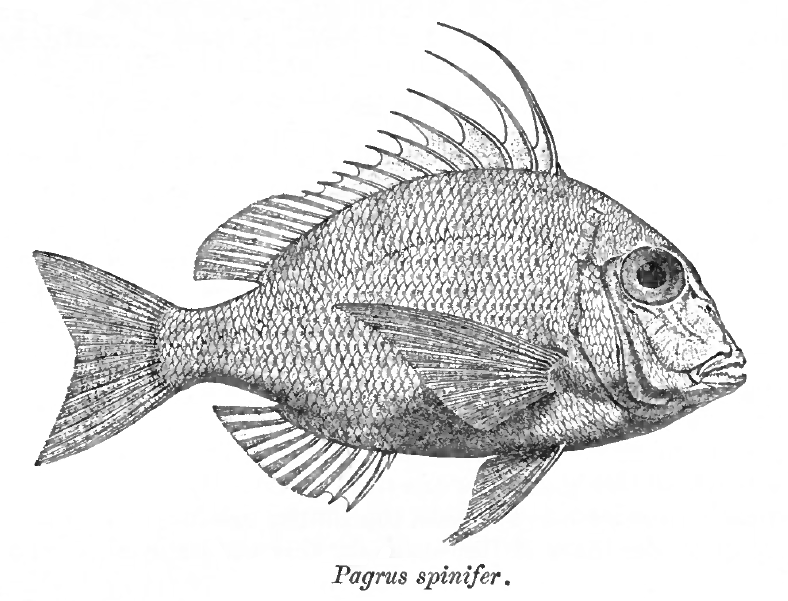
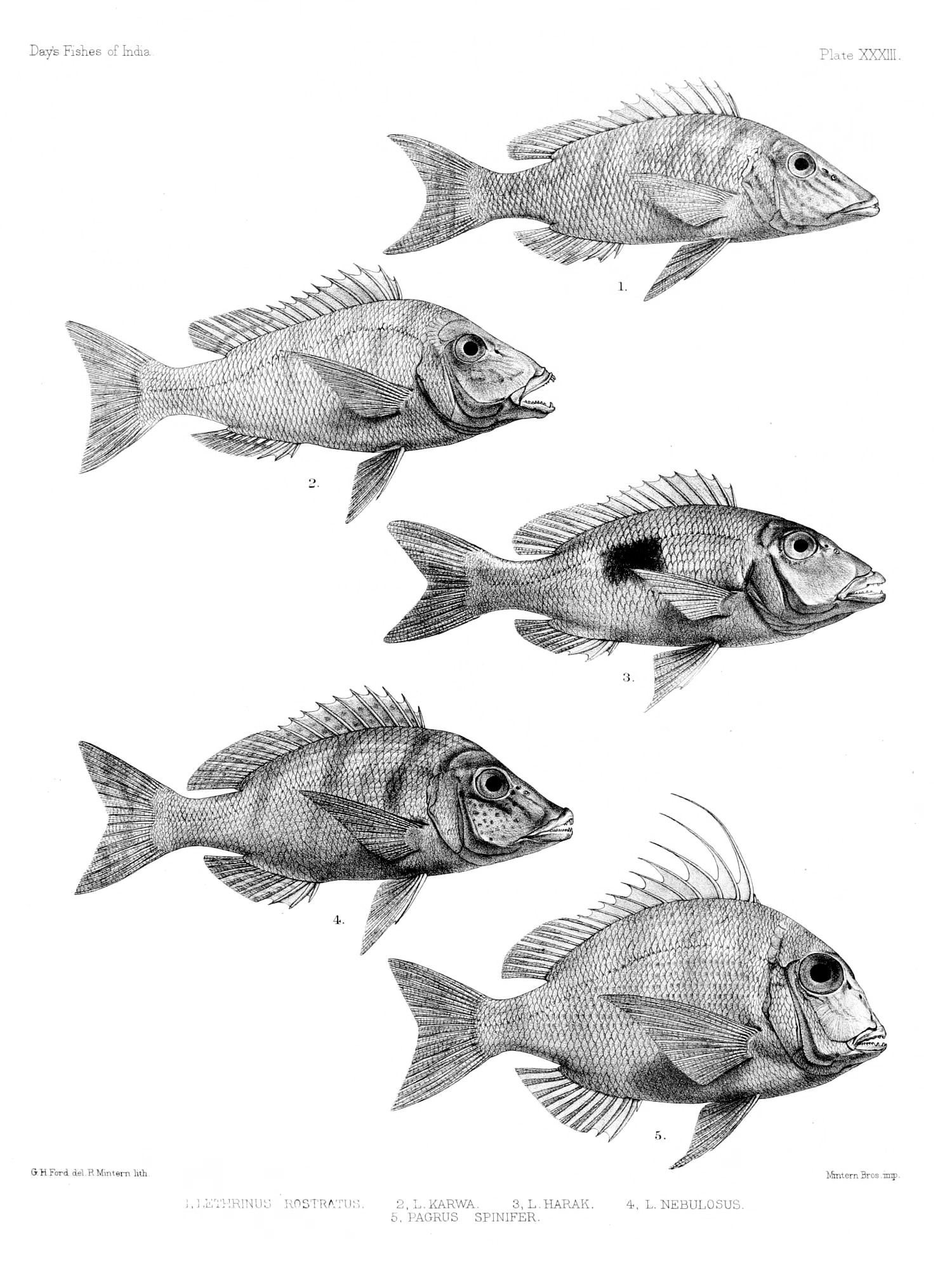